# Lungsjön, Sollefteå kommun
Lungsjön är en liten ort ungefär 16 km utanför Ramsele i Ramsele socken i Sollefteå kommun i Ångermanland. Söder om byn ligger sjön Lungsjön. Orten klassades som en småort 1990
I byn finns en gammal skola som är renoverad och idag används som vandrarhem och föreningslokal. I och kring byn finns fina fiskevatten, ett elljusspår och vandringsleder. Lungsjön ligger ungefär tre mil från Borgvattnet. Ca 50 invånare bor idag i byn. Många av husen som finns är i dag sommarhus för de utflyttade. Flera av sommarstugorna uthyrs till sommargäster.